# Nicolae N. Gurgui
Nicolae N. Gurgui (18 iulie 1887, satul Augustin, jud. Brașov - d. sec. al XX-lea) a fost un deputat în Marea Adunare Națională de la Alba Iulia, organismul legislativ reprezentativ al „tuturor românilor din Transilvania, Banat și Țara Ungurească”, cel care a adoptat hotărârea privind Unirea Transilvaniei cu România, la 1 decembrie 1918.:p. 137

## Biografie
S-a născut în satul Augustin  județ Târnava Mare, astăzi Brașov, la 18 iulie 1887. Nicolae Gurgui a profesat ca funcționar.:p. 137

## Activitatea politică

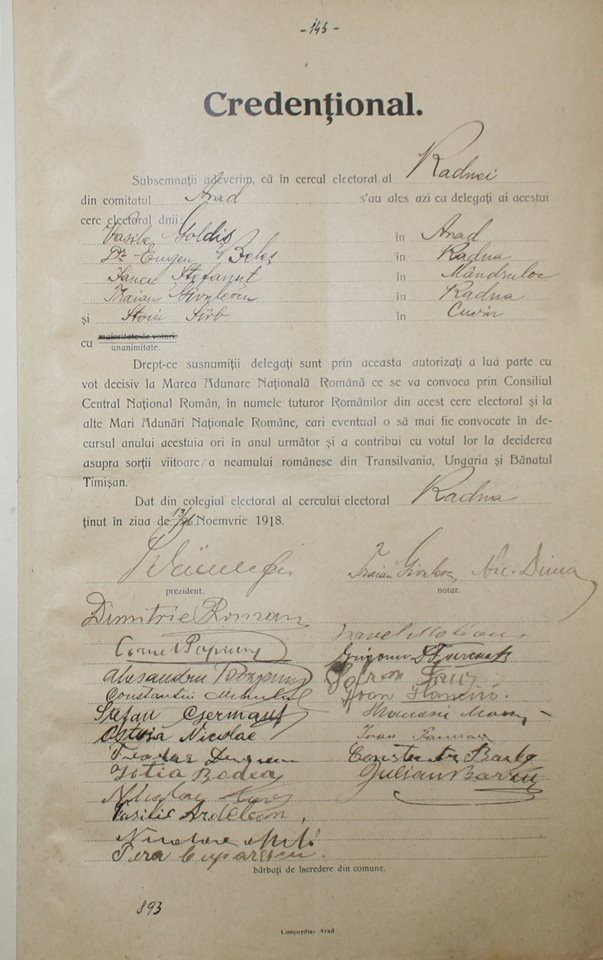
Credențional

A participat la Marea Adunare Națională de la Alba Iulia din 1 decembrie 1918 ca delegat al cercului electoral Cohalm, județul Târnava Mare.:p. 137AUGUSTINENII si MAREA UNIRE!
La 10/23 noiembrie 1918 se publica  Convocarea Marii Adunări Naționale pentru 1 Decembrie la Alba Iulia. Prin vot deschis, cetățenii localităților și-au ales delegații participanți la adunarea de la Alba Iulia. Brasovul, Fagarasul si Rupea au ales 94 de delegați, având 89 ,, Credentiale"( imputerniciri ), acoperite de 12.101 semnaturi. Ca si celelalte centre, Rupea a destinat doua categorii de delegati: principali, in persoana dr. avocat Remus Curtea, prof. Ioan Iosif din Mateias, decorat ulterior cu Ordinul Mihai Viteazu, judecător Gheorghe Repede, preoții Danila Sasu și Ioan Leuca; supleanți: Ioan Drăghici din Valeni, Schiopu Avram din Mercheasa, Buzea Octavian student din Viscri si ce onoare pentru noi augustineni NICOLAE GURGUI si NICOLAE SECHEL - delegati ai Augustinului. Augustinul a fost parte constitutivă a acestui mare eveniment al istoriei noastre naționale. Marea Unire din 1918 avea să curme suferințele românilor, redându-le drepturile legitime, inclusiv dreptul de a folosi limba română pe întregul teritoriu al tarii și de a învață în limba românǎ. Sunt mândră că, o rudăa de-a mea NICOLAE GURGUI a luat parte la MAREA ADUNARE NATIONALA de la 1 Decembrie.